# 福寿桥 (罗源县)
福寿桥，因横跨小获溪俗称小获桥，是位于福建省福州市罗源县松山镇小获村的一个宋代古建筑，2001年入选第三批罗源县文物保护单位。
福寿桥是罗源县最长的古桥梁。始建于宋代，清道光十七年（1837年）三月重修。西南—东北架向，花岗石结构，六墩七孔平板桥梁，长40.75米，宽3.75米，两旁设护栏，高0.77米。桥北侧的右边竖有一面记载着建桥经过及捐款人名的“福寿桥碑”。